# Anna D'Amico
Anna D'Amico (Milano, 17 agosto 1938 – Cologno Monzese, 8 agosto 2003) è stata una cantante italiana famosa negli anni cinquanta.

## Biografia
Figlia di una maschera di cinematografo, con altri due fratelli, ha come zia Mariuccia Mocellin, cantante all'Eiar dal 1941.
Frequenta le scuole commerciali ed inizia a lavorare come commessa, ma, avendo la passione per la musica, spinta dalla zia prende lezioni di canto dal maestro Pier Emilio Bassi e vince nel 1957 il concorso di Voci Nuove di Alassio, interpretando Malasierra.
Nello stesso anno partecipa al concorso canoro "Due voci e una canzone", organizzato dal settimanale Sorrisi e Canzoni, mettendosi in luce nella finale di Montecatini Terme ed ottenendo un contratto discografico con la Combo Record, l'etichetta del Maestro Gorni Kramer,
Inizia ad esibirsi dal vivo con un suo complesso e nel 1958 partecipa a Canzonissima.
Si fidanza con il noto trombettista Franco Cucchi, solista della Riverside Jazz Band, che diventa suo marito.
È al Festival di Sanremo 1959 con Così così, in abbinamento con Natalino Otto, che non viene ammesso alla serata finale.
Nel 1960 cambia casa discografica, passando alla CGD, e nel 1965 si lega alla Fox.
Si ritira alla fine degli anni sessanta per occuparsi della famiglia, per poi riprendere l'attività negli anni novanta dedicandosi alla musica religiosa.
Il figlio, Emmanuele Cucchi, è un musicista: ha ripreso alcune canzoni del repertorio della madre riarrangiandole con ritmi brasiliani ed ha pubblicato un album nel 2006 per la Irma Records.

## Discografia parziale

### Singoli
- 1958: When/La pioggia cadrà (Combo Record, 5139)
- 1958: Ti dirò/Brivido blu (Combo Record, 5151)
- 1958: Ti lascerò/Sono timida (Combo Record, 5191)
- 1958: Tanto da morire/Non baciare più nessuno (Combo Record, 5192)
- 1959: Così...così/Tua (Combo Record, 5248)
- 1960: Il muro/Till (CGD, N 9155)
- 1960: Ribalta notturna/Un bacio... è primavera (CGD, N 9173)

### EP
- 1958: Anna D'Amico con Kramer e i suoi Musichieri e quartetto vocale (Combo Record, F 10056)
- 1958: Anna d'Amico (Combo Record, F 10062)
- 1959: Sanremo 1959 (Combo Record, F 10065; tracce: Tua/Così così/Una marcia in fa/Un bacio sulla bocca)
- 1959: Sanremo 1959 (Combo Record, F 10066; tracce: Nessuno/Il nostro refrain/Ti dirò/Brivido blu)
- 1963: L'Aprile sei tu (Fox Records, EPF 116; tracce: Non siamo più amici/No! No! No!/Sinceri/L'Aprile sei tu)